# کریزملا
کریزملا (به لاتین: Karez-i-Mulla) یک منطقهٔ مسکونی در افغانستان است که در ولایت هرات واقع شده‌است.